# Дзельник (Мазовецьке воєводство)
Дзельник (пол. Dzielnik) — село в Польщі, у гміні Сенниця Мінського повіту Мазовецького воєводства.
Населення — 67 осіб (2011).
У 1975-1998 роках село належало до Седлецького воєводства.

## Демографія
Демографічна структура станом на 31 березня 2011 року:
|          | Загалом | Допрацездатний вік | Працездатний вік | Постпрацездатний вік |
| -------- | ------- | ------------------ | ---------------- | -------------------- |
| Чоловіки | 31      | 4                  | 21               | 6                    |
| Жінки    | 36      | 4                  | 22               | 10                   |
| Разом    | 67      | 8                  | 43               | 16                   |